# Christian Heinrich Lindenmayer
Christian Heinrich Lindenmayer (* 24. Februar 1798 in Tübingen; † 14. September 1876 ebenda) war ein württembergischer Oberamtmann.

## Leben und Werk
Der Sohn eines Tuchmachers absolvierte ab 1811 eine Ausbildung zum Schreiber und war anschließend Gehilfe bei einem Stadtschreiber. Von 1818 bis 1822 studierte er Kameralwissenschaften in Tübingen, 1824 legte er seine Dienstprüfung beim Departement des Innern in Stuttgart ab. Seine berufliche Laufbahn begann er als Aktuar von 1822 bis 1826 beim Oberamt Maulbronn und von 1826 bis 1831 beim Oberamt Gaildorf. Von 1831 bis 1836 war er Kanzleiarbeiter und später Revisor bei der Regierung des Jagstkreises in Ellwangen. 1836 übernahm er die Leitung des Oberamts Tuttlingen als Oberamtmann. 1845 wechselte er als Oberamtmann zum Oberamt Horb. 1870 trat er in den Ruhestand.

## Auszeichnungen
1861 erhielt Christian Heinrich Lindenmayer das Ritterkreuz des Friedrichs-Ordens.